# Robert Schormann

Robert Schormann

Robert August Wilhelm Schormann (* 2. Juni 1906 in Hervest; † 7. März 1962 in Cuxhaven) war ein deutscher Politiker (NSDAP) und SA-Führer.

## Leben und Wirken
Nach dem Besuch der Volksschule und der Realschule verdiente Robert Schormann seinen Lebensunterhalt als Bauarbeiter, Streckenarbeiter und Maschinenbauer. Später trat er als Heizer in die Reichsmarine ein. Während dieser Zeit legte er sein Abitur ab und verbrachte er achtzehn Monate auf Auslandsreisen. Im Anschluss an das Fähnrichsexamen gehörte er der Marine fünf Jahre an, in denen er als Maschinist an Fahrten der Handelsmarine teilnahm. Nach seinem Ausscheiden aus der Marine betätigte er sich als Maschinenbauer, Vertreter und Platzarbeiter. 
Im Oktober 1922 trat Schormann eigenen Angaben zufolge in die NSDAP und in die SA ein. Während des vorübergehenden Verbotes der NSDAP in der Zeit von November 1923 bis zum Frühjahr 1925 gehörte Schormann rechtsextremen Wehrverbänden an. 
1933 war Schormann Mitglied der Hamburgischen Bürgerschaft. Außerdem saß er bis zum 18. November 1933 im Hamburgischen Staatsrat und war bis November 1933 Führer der SA-Brigade 12 (Hamburg). Des Weiteren war er von 1933 bis 1935 Führer der SA-Brigade 111 (Rostock) sowie von 1935 bis zum 1. April 1938 Führer der SA-Brigade 26 (Brandenburg Ost). Am 15. Januar 1938 übernahm Schormann das Amt des „Gauinspekteurs für Seeschiffahrt“ in der Auslandsorganisation der NSDAP.
Von November 1933 bis zum Ende der NS-Herrschaft im Frühjahr 1945 saß Schormann als Abgeordneter für den Wahlkreis 2 (Berlin West) im nationalsozialistischen Reichstag.
Er wurde Stabsführer der SA-Gruppe Sudeten und stieg dort am 30. Januar 1942 zum SA-Gruppenführer auf. Ab 1. November 1942 war er zudem mit der kommissarischen Führung des Amtes für körperliche Erziehung im Reichserziehungsministerium beauftragt.

## Schriften
- Leibeserziehung, 1943.